# 한준 (프로게이머)
한준(1993년 3월 16일 ~ )은 대한민국의 전직 스타크래프트 II 프로게이머이다. Kyrix라는 아이디를 사용하며, 종족은 저그이다.
2012년 은퇴하였다.

## 수상내역
- 2010년 소니 에릭슨 스타크래프트 II OPEN Season 2 8강
- 2010년 소니 에릭슨 스타크래프트 II OPEN Season 3 64강
- 2010년 G-Star 올스타전 스타2 우승
- 2011년 소니 에릭슨 글로벌 스타크래프트 II 리그 Jan Code-S 32강
- 2011년 2세대 인텔 코어 GSL Mar. 코드 S 16강
- 2011년 LG 시네마 3D GSL May. 코드 S 32강/승강전/코드 S 잔류
- 2011년 LG 시네마 3D 슈퍼 토너먼트 32강
- 2011년 펩시 GSL July. 코드 S 32강
- 2011년 펩시 GSL Aug. 코드 S 32강/승강전/코드 A 강등
- 2011년 Sony Ericsson GSL Oct. 코드 A 32강